# La Torre (Viver)
La Torre, coneguda també com La Torre del Riu, localitzada prop del riu Palància, en la Partida de la Torre, a Viver, a la comarca de l'Alt Palància, és una talaia o torre vigía, catalogat, de manera genèrica (sota la protecció de la Declaració genèrica del Decret de 22 d'abril de 1949, i la Llei 16/1985 sobre el Patrimoni Històric Español), com Bé d'Interès Cultural, amb anotació ministerial R-I-51-0011059, i data d'anotació 16 de juny de 2003.

## Descripció
Es tracta d'una construcció d'origen incert encara que existeix la hipòtesi que posseeix fonamentació d'època romana, que tindria el seu origen en un assentament romà a la zona, la qual cosa pot avalar-se per la presència d'una làpida romana en les proximitats, arribant-se fins i tot a considerar que hi hagués un branc de la Via Augusta als voltants de la torre.
Sembla que en època de la dominació musulmana va ser reconstruïda i que va haver d'exercir, per la seva situació estratègica, funcions de vigilància, sota el control del castell de Xèrica, igual que faria més tard quan passés a les mans de cristians.
El seu estat de conservació és dolent, però encara pot distingir-se la seva planta cilíndrica, i per a la seva construcció es va utilitzar paredat irregular, la qual cosa suposa que les pedres estaven poc o gens travades amb morter, que es feia amb calç i grava. Les dimensions de la torre sembla que s'apropaven als tres metres de diàmetre.